# USS Wickes (DD-578)
USS Wickes (DD-578) là một tàu khu trục lớp Fletcher được Hải quân Hoa Kỳ chế tạo trong Chiến tranh Thế giới thứ hai. Nó là chiếc tàu chiến thứ hai của Hải quân Mỹ được đặt theo tên Thuyền trưởng Lambert Wickes (1735-1777), người phục vụ cùng Hải quân Lục địa trong cuộc Chiến tranh Cách mạng Hoa Kỳ. Nó hoạt động cho đến hết Thế Chiến II, được cho xuất biên chế năm 1945, xuất đăng bạ năm 1972 và bị đánh chìm như một mục tiêu năm 1974. Nó được tặng thưởng năm Ngôi sao Chiến trận do thành tích phục vụ trong Thế Chiến II.

## Thiết kế và chế tạo
Wickes được đặt lườn tại xưởng tàu của hãng Consolidated Steel Corporation ở Orange, Texas vào ngày 15 tháng 4 năm 1942. Nó được hạ thủy vào ngày 13 tháng 9 năm 1942; cô Catherine Young Wickes, hậu duệ năm đời của thuyền trưởng Wickes; và nhập biên chế vào ngày 16 tháng 6 năm 1943 dưới quyền chỉ huy của Hạm trưởng, Thiếu tá Hải quân William Y. Allen, Jr.

## Lịch sử hoạt động

### 1943
Khởi hành từ New Orleans, Louisiana vào ngày 13 tháng 7 năm 1943, Wickes hướng đến vùng biển Cuba và đi đến vịnh Guantánamo ba ngày sau đó. Nó tiến hành chạy thử máy huấn luyện tại đây cho đến ngày 11 tháng 8, khi nó lên đường đi Charleston, South Carolina, nơi nó được đại tu sau thử máy. Con tàu tiếp tục được huấn luyện suốt mùa Thu năm đó, từ ngày 1 tháng 9 đến ngày 6 tháng 11, trải rộng từ Trinidad, Tây Ấn thuộc Anh đến Casco Bay, Maine; và từ Norfolk, Virginia đến Argentia, Newfoundland, xen kẻ với những đợt sửa chữa ngắn tại Boston, Massachusetts và Norfolk.
Vào ngày 6 tháng 11, Wickes rời Xưởng hải quân Boston cùng tàu sân bay hạng nhẹ Cabot và tàu khu trục chị em Bell (DD-587) để hướng đến vùng kênh đào Panama. Băng qua kênh đào từ ngày 12 đến ngày 15 tháng 11, nó đi đến San Diego, California vào ngày 22 tháng 11, rồi lại tiếp tục lên đường hướng sang quần đảo Hawaii và đi đến Trân Châu Cảng vào ngày 27 tháng 11. Trong những ngày tiếp theo, nó thực tập tại vùng biển phụ cận, thực hành chống tàu ngầm và phòng không, xen kẻ với những chuyến hộ tống nhiều đội đặc nhiệm khác nhau quay trở về từ khu vực chiến sự. Lúc này đang diễn ra sự tranh chấp quần đảo Gilbert từ tay Nhật Bản.

### 1944

#### Chiến dịch Bắc Thái Bình Dương
Wickes cùng các tàu khu trục chị em Charles J. Badger (DD-657) và Isherwood (DD-520) rời Trân Châu Cảng vào ngày 10 tháng 12 năm 1943 để hướng sang vùng biển quần đảo Aleut, và hoạt động tại đây trong những tháng tiếp theo. Nhiệm vụ của họ ở đây hầu như không gặp sự cố gì, chủ yếu là đối phó với thời tiết băng giá khắc nghiệt và sự đơn độc nhàm chán. Những điểm nhấn chủ yếu là ba đợt bắn phá do Lực lượng Đặc nhiệm 94 tiến hành nhắm vào quần đảo Kuril Paramushiro và Matsuwa của Nhật Bản. Cuộc bắn phá đầu tiên xuống Paramushiro diễn ra vào ngày 4 tháng 2 năm 1944, nơi chiếc tàu khu trục lần đầu tiên tiếp xúc với đối phương. Nó bắn phá mục tiêu của quân Nhật ở thị trấn Kurabuzaki, tại mũi cực Nam của hòn đảo.
Vào đầu tháng 3, cùng với phần còn lại của Lực lượng Đặc nhiệm 94, Wickes thực hiện một đợt càn quét khác vào biển Okhotsk; lực lượng đã tiến hành bắn phá Paramushiro vào ngày 4 tháng 3. Lực lượng đặc nhiệm còn lên kế hoạch cho một đợt tấn công khác tại đây, nhưng bị ngăn trở do thời tiết xấu.
Hai tháng sau, các khẩu pháo của Wickes lại khai hỏa nhắm vào Paramushiro và lên Matsuwa vào các ngày 26 tháng 5 và 13 tháng 6 tương ứng. Thời tiết xấu và sương mù tiếp tục gây khó khăn cho các chiến dịch, nhưng không ngăn được Lực lượng Đặc nhiệm 94 xuất quân vào ngày 2 tháng 8 để bắn phá Matsuwa. Trinh sát viên trên tàu phát hiện một máy bay ném bom Mitsubishi G4M "Betty", và chiếc tàu khu  trục đã khai hỏa dàn phòng không, nhưng không bắn trúng, để chiếc máy bay đối phương chạy thoát. Trở ngại thời tiết cùng với việc yếu tố bất ngờ bị mất lại khiến chiến dịch bắn phá buộc phải bị hủy bỏ.
Lượt hoạt động tại khu vực thời tiết khắc nghiệt cuối cùng cũng kết thúc, khi Wickes cùng các tàu khác của Hải đội Khu trục 49 rời Adak, Alaska vào ngày 7 tháng 8, đi về phía Nam. Nó đi đến San Francisco, California vào ngày 16 tháng 8, nơi nó được sửa chữa nhỏ tại xưởng tàu của hãng Matson Navigation Company, dưới sự giám sát của quản lý Xưởng hải quân Mare Island. Con tàu cũng mang một kiểu sơn ngụy trang mới.

#### Chiến dịch Philippines
Rời vùng bờ Tây sau khi hoàn tất sửa chữa và cải tiến, Wickes lên đường đi Trân Châu Cảng cùng Kimberly (DD-521), Young (DD-580) và William D. Porter (DD-579), những đồng đội thuộc Hải đội Khu trục  49. Đi đến vùng biển Hawaii, nó trải qua nữa đầu tháng 9 tham gia hỗ trợ các cuộc tổng dợt đổ bộ tại khu vực Lahaina Roads, Maui nhằm chuẩn bị cho những chiến dịch sắp tới. Trong thời gian ở lại cảng giữa những đợt thực tập, nó được nâng cấp thiết bị radar cùng với chiếc Yosemite (AD-19) nhằm chuẩn bị cho nó trong vai trò tàu dẫn đường chiến đấu cho máy bay tiêm kích.
Sau khi được trang bị mới, Wickes rời Trân Châu Cảng vào ngày 15 tháng 9 trong thành phần Đội đặc nhiệm 33.2, vốn được giao nhiệm vụ tấn công lên đảo Yap. Đi đến Eniwetok thuộc quần đảo Marshall vào ngày 25 tháng 9, nó trải qua hai ngày được tiếp nhiên liệu và tiếp tế, rồi tiếp tục hành trình vào ngày 28 tháng 9 để đi đến Manus thuộc quần đảo Admiralty vào ngày 3 tháng 10. Tuy nhiên, những thay đổi trong kế hoạch tác chiến đã đưa đến hủy bỏ nhiệm vụ tấn công lên Yap, và chiếc tàu khu trục được điều động sang Đệ Thất hạm đội, chuẩn bị cho việc đổ bộ để chiếm đóng Leyte thuộc Philippines. Con tàu ở lại Manus cho đến ngày 14 tháng 10, được bảo trì và tham gia các cuộc huấn luyện tác xạ và chống tàu ngầm.
Cùng một đội sĩ quan dẫn đường chiến đấu không lực trên tàu, Wickes rời khu vực quần đảo Admiralty vào ngày 14 tháng 10 trong thành phần Đội đặc nhiệm 79.4, đội vận chuyển mang biệt danh "Baker", và đi đến vịnh Leyte vào đúng ngày D 20 tháng 10. Nó tiếp tục đi đến trạm cột mốc radar canh phòng được phân công gần khu vực trung tâm của vịnh, làm nhiệm vụ canh phòng và dẫn đường chiến đấu cho máy bay tiêm kích. Trong bốn ngày tiếp theo, nó tiếp tục trực chiến trong khi diễn ra cuộc đổ bộ lên Leyte, bước đầu tiên của công cuộc giải phóng Philippines. Nó phát hiện nhiều máy bay đối phương, đặc biệt là tại khu vực tập trung các tàu vận chuyển, nhưng không chiếc nào lọt vào tầm bắn những khẩu pháo phòng không của nó. Con tàu cũng phát hiện dấu vết sonar của tàu ngầm đối phương vào ngày 22 tháng 10, nhưng lượt tấn công bằng 11 quả mìn sâu không mang lại kết quả rõ rệt.
Wickes chứng kiến Trận chiến eo biển Surigao từ một vị trí quan sát ở xa trong bóng đêm trước bình minh ngày 25 tháng 10, "Không quá cường điệu để nói rằng... cuộc đụng độ này thật thú vị ngay cả khi quan sát từ một khoảng cách xa". Trong thời gian trực chiến còn lại, đội dẫn đường chiến đấu của nó đã hoạt động hiệu quả, kiểm soát các phi vụ tuần tra chiến đấu trên không trong hai ngày đầu của cuộc đổ bộ, 20 và 21 tháng 10. Lúc xế trưa, máy bay do nó dẫn đường đã bắn rơi một chiếc Mitsubishi A6M Zero cất cánh từ tàu sân bay.
Rời vịnh Leyte, Wickes phục vụ như tàu chỉ huy hộ tống cho Đơn vị Đặc nhiệm 79.14.9. một đội 12 tàu đổ bộ LST hướng đi New Guinea. Lực lượng đi đến Hollandia mà không gặp sự cố gì vào ngày 1 tháng 11, nơi nó thả neo và ở lại cho đến ngày 4 tháng 11. Nó trải qua phần lớn tháng 11 làm nhiệm vụ hộ tống, bảo vệ một đoàn tàu vận tải trong suốt các chuyến đi tiếp liệu đến Leyte. Đội đặc nhiệm 79.15, gồm các tàu vận chuyển và tàu chở hàng, được hộ tống đi đảo Noemfoor và sau đó được hộ tống đi Leyte, nơi chúng chất dỡ hàng hóa vào ngày 18 tháng 11. Sau đó chiếc tàu khu trục lại hộ tống chúng quay trở lại cảng Seeadler, Manus, đến nơi vào ngày 25 tháng 11.
Wickes khởi hành từ Manus vào ngày 28 tháng 11 để hướng sang Torokina, Bougainville thuộc quần đảo Solomon, hộ tống các tàu chở quân thuộc Đội vận chuyển 38. Trên đường đi nó ghé qua Finschhafen vào ngày 29 tháng 11, nơi các con tàu đón binh lính lên tàu trước khi đi đến Torokina vào ngày 1 tháng 12. Nó ở lại Torokina, vịnh Nữ hoàng Augusta cho đến ngày 15 tháng 12, tuần tra vòng ngoài vùng biển này cùng các tàu đồng đội thuộc Hải đội Khu trục 49. Sang ngày 16 tháng 12, nó lên đường quay về quần đảo Admiralty, ghé qua vịnh Huon để thực tập đổ bộ nhằm chuẩn bị cho chiến dịch tiếp theo. Cuối cùng nó về đến Manus vào ngày 21 tháng 12, nghỉ lễ Giáng Sinh và được tiếp liệu cho đến ngày 27 tháng 12.

### 1945

#### Philippines
Lên đường vào ngày 27 tháng 12 năm 1945, Wickes đi đến Luzon để tham gia cuộc đổ bộ lên Lingayen; có các đội hộ tống "Able" và "Baker" thuộc Lực lượng Đặc nhiệm 79 tháp tùng Đơn vị Đặc nhiệm 79.11.3. Trên tàu còn có một nhóm sĩ quan thuộc đội dẫn đường chiến đấu không quân đón lên tàu tại Manus. Chuyến đi lên phía Bắc khá bình yên cho dù vẫn có một số máy bay đối phương lãng vãng cả ngày lẫn đêm. Chiếc tàu khu trục tỏ ra thích nghi với vai trò mới, khi đội dẫn đường của nó đã hướng dẫn máy bay tuần tra chiến đấu trên không (CAP) bắn rơi bốn máy bay tiêm kích Nakajima Ki-44 "Tojo" xuống biển ngoài khơi Luzon vào ngày 8 tháng 1 năm 1945.
Bản thân Wickes không trực tiếp bắn máy bay đối phương cho đến khi nó đi đến vịnh Lingayen vào ngày hôm sau 9 tháng 1, nơi nó bắn vào hai máy bay tấn công, đánh đuổi chúng nhưng không bắn rơi được. Chiều tối hôm đó, nó rời bờ biển Luzon hộ tống các tàu vận tải rỗng đã chất dỡ hàng rời khu vực chiến sự. Khoảng một giờ rưỡi trước bình minh ngày 10 tháng 1, một máy bay một động cơ đối phương bổ nhào và phóng một quả bom, nổ sát con tàu bên mạn phải. Mảnh bom đã làm bị thương 15 người và làm thủng vài lổ nhỏ bên mạn tàu.
Những hư hại nhẹ không ngăn được Wickes tiếp tục hoạt động nơi tuyến đầu, khi nó tuần tra chống tàu ngầm trong vịnh Leyte từ ngày 13 đến ngày 25 tháng 1. Nó lên đường trong thành phần Đội đặc nhiệm 78.3 vào ngày 26 tháng 1, đảm nhiệm vai trò hộ tống và dẫn đường chiến đấu cho chuyến đi của lực lượng băng qua biển Mindanao và biển Sulu hướng đến Luzon, nhằm đổ bộ lên bờ biển phía Tây khu vực phụ cận San Felipe, Zambales. Cuộc đổ bộ diễn ra hai ngày sau đó mà không gặp sự kháng cự, không cần đến việc can thiệp bắn phá, được người dân bản địa hân hoan chào đón. Sang ngày 30 tháng 1, chiếc tàu khu trục lại sẵn sàng trực chiến cho một cuộc đổ bộ khác không bị kháng cự lên đảo Grande trong vịnh Subic. Trong hai tuần lễ tiếp theo, nó đặt căn cứ trong vịnh Subic, hoạt động tại vùng biển ngoài khơi Tây Nam Luzon, thực hiện một chuyến đi khứ hồi ngắn đến Mindoro hộ tống các đoàn tàu vận tải và đổ bộ.
Trong khi đó công việc chuẩn bị được tiến hành cho các cuộc tấn công lên Bataan và Corregidor; nơi xảy ra những thảm họa làm bẻ mặt Hoa Kỳ và đồng minh Philippine ba năm trước. Các hoạt động quét mìn được tiến hành vào ngày 13 tháng 2, và đến chiều tối Wickes cùng tàu khu trục Young hỗ trợ cho các tàu quét mìn ngoài khơi vịnh Manila, hộ tống chúng rút lui vào ban đêm rồi quay lại vào sáng hôm sau. Khi các con tàu tiến vào khu vực giữa Corregidor và đảo Carabao, các khẩu đội pháo bờ biển Nhật Bản bố trí tại đây và trên đảo Caballo đã nả pháo vào các tàu quét mìn và tàu hộ tống. Wickes cùng với Young đã nổ súng phản công, phá hủy các khẩu pháo đối phương, chịu đựng nhiều phát bắn suýt trúng vây quanh cả hai con tàu; các tàu tuần dương và tàu khu trục khác cũng tham gia vô hiệu hóa sự phòng thủ của quân Nhật.
Sáng ngày 15 tháng 2, Wickes bắn phá các vị trí của quân Nhật tại cảng Mariveles ngay trước khi diễn ra cuộc đổ bộ tại đây. Nó thường trực để sẵn sàng bắn hỏa lực theo yêu cầu nhằm hỗ trợ cho binh lính đổ bộ lên bờ. Tuy nhiên sự kháng cự đã không diễn ra, và chiếc tàu khu trục tuần tra chống tàu ngầm. Trong khi đó, các tàu tuần dương và tàu khu trục của Đệ Thất hạm đội, dưới sự trợ giúp của máy bay, tiếp tục bắn phá xuống Corregidor. Từ 04 giờ 00 cho đến bình minh ngày 16 tháng 2, Wickes cùng với Picking và Young đã tuần tra ngăn chặn các xuồng máy cảm tử Nhật Bản đã xâm nhập cảng Mariveles. Nhiều quả thủy lôi trôi nổi trên mặt biển khi trời sáng, và Wickes đã phá hủy một quả bằng hải pháo, cho đến khi các tàu quét mìn đến nơi thay phiên cho nó trong nhiệm vụ này.
Wickes sau đó thực hiện một đợt bắn phá bờ biển khác xuống các bãi biển tại Corregidor, trước khi binh lính đổ bộ lên bờ. Các khẩu pháo đối đối phương ẩn nấp trong hang động đã khai hỏa, và chiếc tàu khu trục đã phản pháo xuống các đảo Corregidor và Caballo, tiếp tục áp chế Caballo cho đến hết ngày hôm đó. Đến xế trưa ngày 16 tháng 2, Wickes cùng với Picking và Young được cho tách ra để đi đến vịnh Leyte, nơi họ được bảo trì. Sau đó nó cùng các tàu khu trục Charles J. Badger và Luce (DD-522) hộ tống các tàu tuần dương hạng nặng Portland (CA-33) và Minneapolis (CA-36) đi Ulithi thuộc quần đảo Caroline vào ngày 2 tháng 3, rồi quay trở lại vùng biển Philippine vào ngày 10 tháng 3.

#### Okinawa
Wickes tham gia các cuộc thực tập đổ bộ tại vịnh Leyte nhằm chuẩn bị cho chiến dịch tấn công tiếp theo: cuộc đổ bộ lên Okinawa. Từ ngày 13 đến ngày 16 tháng 3, lực lượng tấn công tiến hành diễn tập và tổng dợt như những chuẩn bị sau cùng, khi chiếc tàu khu trục được phân về thành phần hộ tống cho Đội đặc nhiệm 51.7, thực hành hỗ trợ hỏa lực, tuần tra chống tàu ngầm chung quanh khu vực vận chuyển. Sau khi được tiếp liệu, bổ sung đạn dược và tiếp nhiên liệu, nó đón một đội dẫn đường chiến đấu máy bay tiêm kích lên tàu rồi cùng Đội đặc nhiệm 51.7 lên đường hướng sang Okinawa vào ngày 19 tháng 3.
Đi đến ngoài khơi Okinawa vào ngày 26 tháng 3, Wickes hoạt động như một tàu hỗ trợ hỏa lực, trợ giúp cho cuộc đổ bộ bằng cách bắn phá lên Yakabi Shima, Kerama Retto; nhưng hoàn toàn không gặp sự kháng cự từ đảo này. Cho đến ngày 4 tháng 5, nó làm nhiệm vụ cột mốc radar canh phòng và dẫn đường chiến đấu cho máy bay tiêm kích tại nhiều trạm khác nhau ngoài khơi Okinawa. Trong giai đoạn này, dưới sự hướng dẫn của Trung úy Hải quân James R. Baumgartner, sĩ quan dẫn đường chiến đấu cao cấp trên tàu, máy bay tiêm kích từ tàu sân bay đã đối đầu với 42 máy bay đối phương, bắn rơi tám chiếc và gây hư hại cho bốn chiếc khác.
Xế trưa ngày 22 tháng 4, đội dẫn đường chiến đấu của Wickes ghi được thành tích tốt nhất trong trận chiến. Tại trạm radar 14 khoảng 70 mi (110 km) về phía Tây Bắc Okinawa,Wickes dẫn đường cho những máy bay tiêm kích Thủy quân Lục chiến cất cánh từ sân bay Yontan để đánh chặn một đợt không kích lớn của đối phương từ phía Bắc. Họ đẵ bắn rơi 26 máy bay đối phương, có thể bắn rơi thêm hai chiếc nữa và gây hư hại cho bốn chiếc khác. Sau khi chuyển giao đội dẫn đường chiến đấu sang tàu khu trục Gainard (DD-706) vào ngày 4 tháng 5, nó luân phiên hoạt động phòng không bảo vệ các tàu vận tải ngoài khơi bãi đổ bộ và tuần tra chống tàu ngầm. Nó cũng giám sát việc tiếp nhiên liệu trên đường đi, trước khi quay về hậu cứ để được bảo trì nồi hơi.
Trong suốt khoảng thời gian 51 ngày Wickes hoạt động ngoài khơi Okinawa, nó đã nổ súng vào máy bay đối phương không dưới 14 lần, và đã bốn lần là mục tiêu mà những chiếc Kamikaze nhắm đến. Các pháo thủ của nó được ghi công bắn hạ năm máy bay đối phương, và có thể thêm một chiếc thứ sáu. Hai máy bay tấn công bị bắn rơi sát con tàu đến mức chúng tung những mảnh vỡ lên chiếc tàu khu trục, nhưng may mắn không gây ra hư hại. Trong một lần, máy bay đối phương đã phóng ngư lôi nhắm vào nó nhưng bị trượt. Ngoài ra con tàu cũng đã cứu chiếc tàu bệnh viện Relief (AH-1) khỏi thảm họa khi bắn rơi một kẻ tấn công lao vào con tàu nhân đạo này.
Cho đến ngày 10 tháng 4, Wickes tuần tra độc lập tại trạm canh phòng của nó mà không có trợ giúp. Từ ngày đó luôn có một tàu đổ bộ hay một tàu khu trục khác tháp tùng. Con tàu đã giải cứu năm người trên một bè cứu sinh của chiếc tàu vận chuyển cao tốc Dickerson (APD-21) vốn bị máy bay Kamikaze đánh trúng vào ngày 2 tháng 4; rồi giải cứu một phi công máy bay tiêm kích từ tàu sân bay Bennington (CV-20) bị bắn rơi, cũng như phá hủy một quả thủy lôi trôi nổi trên biển bằng hải pháo. Tổn thất duy nhất của con tàu trong thời gian này chỉ là ba người bị thương do một đợt bắn phá bởi máy bay đối phương.
Wickes rời khu vực Okinawa để đi Ulithi vào ngày 15 tháng 5, hộ tống một đoàn tàu buôn và tàu phục trợ đi đến phía Tây quần đảo Caroline, đến ơi vào ngày 21 tháng 5. Nó sau đó được bảo trì cặp bên mạn tàu tiếp liệu khu trục Prairie (AD-15) để được trong mười ngày, hoàn tất vào đầu tháng 6, và rời Ulithi vào ngày 7 tháng 6 hộ tống một đoàn tàu vận tải đi Okinawa. Đến nơi vào ngày 13 tháng 6, nó lại đón lên tàu một đội dẫn đường chiến đấu máy bay tiêm kích khác. Cùng với hai hoặc ba tàu khu trục hỗ trợ, Wickes lại đảm nhiệm vai trò cột mốc radar phòng không và lúc các cuộc tấn công thường xảy ra vào ban đêm.
Lượt hoạt động thứ hai của Wickes tại Okinawa tỏ ra ngắn ngủi, khi nó lên đường đi Saipan cùng một đoàn tàu vận tải vào ngày 23 tháng 6, đến nơi vào ngày 29 tháng 6. Nó tiếp tục hành trình đi quần đảo Hawaii ngay ngày hôm đó cùng với Picking và Hall (DD-583). Đi đến Trân Châu Cảng vào ngày 7 tháng 7, nó lại khởi hành quay về vùng bờ Tây vào ngày hôm sau cùng Picking, Sproston (DD-577) và Brackett (DE-41). Các con tàu về đến San Francisco vào ngày 14 tháng 7. Nó tháo dỡ đạn dược tại kho đạn hải quân ở Mare Island, rồi đi vào xưởng tàu Hunters Point để đại tu, kéo dài mất 47 ngày.
Đang khi được sửa chữa, Hải đội Khu trục 49 được giải thể và Wickes được điều sang Hải đội Khu trục 58. Việc Nhật Bản đầu hàng kết thúc cuộc xung đột diễn ra trước khi con tàu hoàn tất đại tu vào ngày 31 tháng 8. Nó hoạt động huấn luyện ôn tập trước khi được cho xuất biên chế vào ngày 20 tháng 12 năm 1945. Tên nó được cho rút khỏi danh sách Đăng bạ Hải quân vào ngày 1 tháng 11 năm 1972 và lườn tàu được sử dụng để thử nghiệm vũ khí.

## Phần thưởng
Wickes được tặng thưởng năm Ngôi sao Chiến trận do thành tích phục vụ trong Thế Chiến II.